# Elsa Cayat

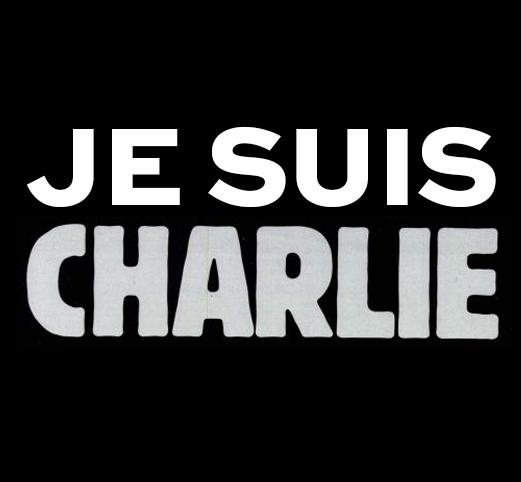
Imagem importante sobre ela

Elsa Cayat (pronúncia em francês: [ɛlza kajat]) (9 de março de 1960 — 7 de janeiro de 2015) foi uma psicanalista e colunista francesa que foi assassinada por conta de atentados terroristas durante o massacre na sede oficial do Charlie Hebdo em Paris, no dia 7 de janeiro de 2015.

## Biografia
Nascida em Tunísia, na cidade de Sfax, Elsa Cayat, filha de Georges Khayat, médico, escritor e autor de Jeunesse (Juventude, em português), teve sua infância e vida sob colonização e comunidade judaica.  Cayat se tornou uma psicanalista e psiquiatra, e teve seu próprio escritório em Avenue Mozart, na 16º arrondissement de Paris.
Ela trabalhava no Charlie Hebdo duas vezes por mês em uma crônica chamada "Le Divan" (em português: O Divã de Charlie). Ela é autora do livro Un homme+Une femme=Quoi?, a obra trata-se sobre as relações entre os dois sexos. Ela também é autora do livro Le désir et la putain, onde também fala sobre casais e sexualidade, a obra foi realizada em colaboração com Antonio Fischetti, professor e pesquisador fisíco. 
Seu primo observou que Cayat havia recebido telefonemas ameaçadores porque era judia. Elsa Cayat foi assassinada em Paris em 7 de janeiro de 2015, com 54 anos, durante um massacre contra o Charlie Hebdo, local onde trabalhava, morta a tiros por Saïd e Chérif Kouachi, radicais islâmicos. Ela foi enterrada em 15 de janeiro de 2015 na praça judaica do cemitério do Montparnasse. Ela foi a única vítima mulher do atentado contra o jornal.

## Publicações
- 1998 : Un homme + une femme = quoi ?, Jacques Grancher ISBN 978-2228901857
- 2007 : Le désir et la putain com Antonio Fischetti, Albin Michel ISBN 978-2226179272